# Zambia op de Olympische Zomerspelen 2012
Zambia nam deel aan de Olympische Zomerspelen 2012 in Londen, Verenigd Koninkrijk.

## Deelnemers en resultaten
(m) = mannen, (v) = vrouwen

### Atletiek
| Olympiër        | Onderdeel | Resultaat    | Prestatie                                     |
| --------------- | --------- | ------------ | --------------------------------------------- |
| Gerald Phiri    | 100 m (m) | halve finale | 1e ronde serie 1: 10,16 (3e) HF 2: 10,11 (5e) |
| Prince Mumba    | 800 m (m) | series       | serie 6: 1.49,07 (7e)                         |
|                 |           |              |                                               |
| Chauzje Choosha | 100 m (v) | series       | voorronde serie 1: 12,29 pr (4e)              |

De voor de 5000 meter ingeschreven Tonny Wamulwa nam niet aan de wedstrijd deel.

### Boksen
| Olympiër        | Onderdeel                      | Resultaat | Prestatie                        |
| --------------- | ------------------------------ | --------- | -------------------------------- |
| Gilbert Choombe | halfweltergewicht [-64 kg] (m) | 1/16F     | 1/16F: verloor van AUS Jeff Horn |

### Judo
| Olympiër      | Onderdeel                      | Resultaat    | Prestatie                          |
| ------------- | ------------------------------ | ------------ | ---------------------------------- |
| Boas Munyonga | halfmiddengewicht (-81 kg) (m) | eerste ronde | 1R: verloor van JPN Takahiro Nakai |

### Zwemmen
| Olympiër             | Onderdeel      | Resultaat | Prestatie                     |
| -------------------- | -------------- | --------- | ----------------------------- |
| Zane Jordan          | 100 m rug (m)  | series    | serie 1: 58,47 (3e; 43e tijd) |
|                      |                |           |                               |
| Jade Ashleigh Howard | 100 m vrij (v) | series    | serie 2: 59,35 (1e; 39e tijd) |

Afghanistan · Albanië · Algerije · Amerikaanse Maagdeneilanden · Amerikaans-Samoa · Andorra · Angola · Antigua en Barbuda · Argentinië · Armenië · Aruba · Australië · Azerbeidzjan · Bahama's · Bahrein · Bangladesh · Barbados · België · Belize · Benin · Bermuda · Bhutan · Bolivia · Bosnië en Herzegovina · Botswana · Brazilië · Britse Maagdeneilanden · Brunei · Bulgarije · Burkina Faso · Burundi · Cambodja · Canada · Centraal-Afrikaanse Republiek · Chili · China · Chinees Taipei · Colombia · Comoren · Congo-Brazzaville · Congo-Kinshasa · Cookeilanden · Costa Rica · Cuba · Cyprus · Denemarken · Djibouti · Dominica · Dominicaanse Republiek · Duitsland · Ecuador · Egypte · El Salvador · Equatoriaal-Guinea · Eritrea · Estland · Ethiopië · Fiji · Filipijnen · Finland · Frankrijk · Gabon · Gambia · Georgië · Ghana · Grenada · Griekenland · Groot-Brittannië · Guam · Guatemala · Guinee · Guinee‑Bissau · Guyana · Haïti · Honduras · Hongarije · Hongkong · Ierland · IJsland · India · Indonesië · Irak · Iran · Israël · Italië · Ivoorkust · Jamaica · Japan · Jemen · Jordanië · Kaaimaneilanden · Kaapverdië · Kameroen · Kazachstan · Kenia · Kirgizië · Kiribati · Koeweit · Kroatië · Laos · Lesotho · Letland · Libanon · Liberia · Libië · Liechtenstein · Litouwen · Luxemburg · Macedonië · Madagaskar · Malawi · Maldiven · Maleisië · Mali · Malta · Marshalleilanden · Marokko · Mauritanië · Mauritius · Mexico · Micronesië · Moldavië · Monaco · Mongolië · Montenegro · Mozambique · Myanmar · Namibië · Nauru · Nederland · Nepal · Nicaragua · Nieuw-Zeeland · Niger · Nigeria · Noord-Korea · Noorwegen · Oeganda · Oekraïne · Oezbekistan · Oman · Oostenrijk · Oost-Timor · Pakistan · Palau · Palestina · Panama · Papoea-Nieuw-Guinea · Paraguay · Peru · Polen · Portugal · Puerto Rico · Qatar · Roemenië · Rusland · Rwanda · Saint Kitts en Nevis · Saint Lucia · Saint Vincent en Grenadines · Salomonseilanden · Samoa · San Marino · Sao Tomé en Principe · Saoedi-Arabië · Senegal · Servië · Seychellen · Sierra Leone · Singapore · Slovenië · Slowakije · Soedan · Somalië · Spanje · Sri Lanka · Suriname · Swaziland · Syrië · Tadzjikistan · Tanzania · Thailand · Togo · Tonga · Trinidad en Tobago · Tsjaad · Tsjechië · Tunesië · Turkije · Turkmenistan · Tuvalu · Uruguay · Vanuatu · Venezuela · Verenigde Arabische Emiraten · Verenigde Staten · Vietnam · Wit-Rusland · Zambia · Zimbabwe · Zuid-Afrika · Zuid-Korea · Zweden · Zwitserland · Onafhankelijke atleten